# Rhön-Rossitten Gesellschaft
La Rhön-Rossitten Gesellschaft (RRG) (alemany:Societat Rhön-Rossitten) va ser una organització alemanya promotora del vol a vela fundada el 1924. La Rhön-Rossitten Gesellschaft es va encarregar principalment d'establir el vol sense motor com a esport, no només a Alemanya, sinó a tot el món.

## Història
El nom Rhön-Rossitten-Gesellschaft fa referència als dos centres principals de vol sense motor en aquell moment a Alemanya: Rhön,a Wasserkuppe (Hessen) amb els concursos de planadors que se celebraven anualment des del 1920 i Rossitten, a l'Istme de Curlàndia (Prússia oriental), on també hi havia una escola de planadors.
Com que el Tractat de Versalles prohibia qualsevol forma de vol a motor a Alemanya, molts joves pilots i dissenyadors d'aeronaus es van dirigir al vol sense motor com a esport. Sota Oskar Ursinus i Theodore von Kármán, aficionats i grups d'estudiants universitaris van començar a construir planadors. El primer concurs es va celebrar el 1920 a la muntanya de Wasserkuppe. Tot i que molts dels dissenys que van concursar-hi no eren més que estels grossos i molts dels 'vols' no eren més que curts salts que acabaven en un xoc, Kármán i el seu equip de la Universitat d'Aquisgrà amb el seu planador Schwarzer Teufel (Dimoni negre) van ser pioners en el mètode del llançament amb goma elàstica i va aconseguir regularment vols de més d'un minut seguits d'un aterratge sense accidents. L'esdeveniment es va repetir anualment amb una millora constant dels planadors i dels resultats.
Des del primer moment, la nova societat va fer de tot per oferir un servei integral als aficionats als planadors: va organitzar competicions anuals; va gestionar escoles de vol a Rossitten i a Wasserkuppe; tenia els seus propis tallers per a la construcció de planadors i el seu propi equip de recerca per desenvolupar planadors més nous i millors. També hi va haver un grup de treball meteorològic que investigava les tèrmiques i l'elevació de cresta.
El 1925, Alexander Lippisch es va incorporar per ser el cap de l'oficina de disseny on amb Fritz Stamer produeixen l'avió d'entrenament RRG-Zögling, que va ser construït no només per clubs de vol a vela alemanys, sinó també a tot el món amb llicència. L'11 de juny de 1928, Stamer va pilotar el primer vol d'un planador propulsat amb coets, el RRG Ente (Ànec) de Lippisch.
El departament d'investigació de la RRG es va establir a Darmstadt el 1925 sota Walter Georgii, que va dur a terme altres valuoses investigacions bàsiques sobre enginyeria aeronàutica més enllà del camp de la meteorologia.
El 1933 amb els nazis al poder, la RRG com a societat independent ja no podia existir en una Alemanya nazi uniforme. Per tant, la RRG es va desglossar i el clubs de vol van ser absorbits per les Joventuts Hitlerianes. La secció de disseny i investigació es va conservar amb el nou nom de Deutsche Forschungsanstalt für Segelflug (DFS). A Lippisch se li va permetre conservar el seu càrrec de dissenyador en cap. Sota el seu lideratge, el DFS va continuar dissenyat planadors amb èxit. Fins a la Segona Guerra Mundial, la RRG i el DFS van ser institucions importants en el disseny aeronàutic alemany.